# Urfahraner Markt

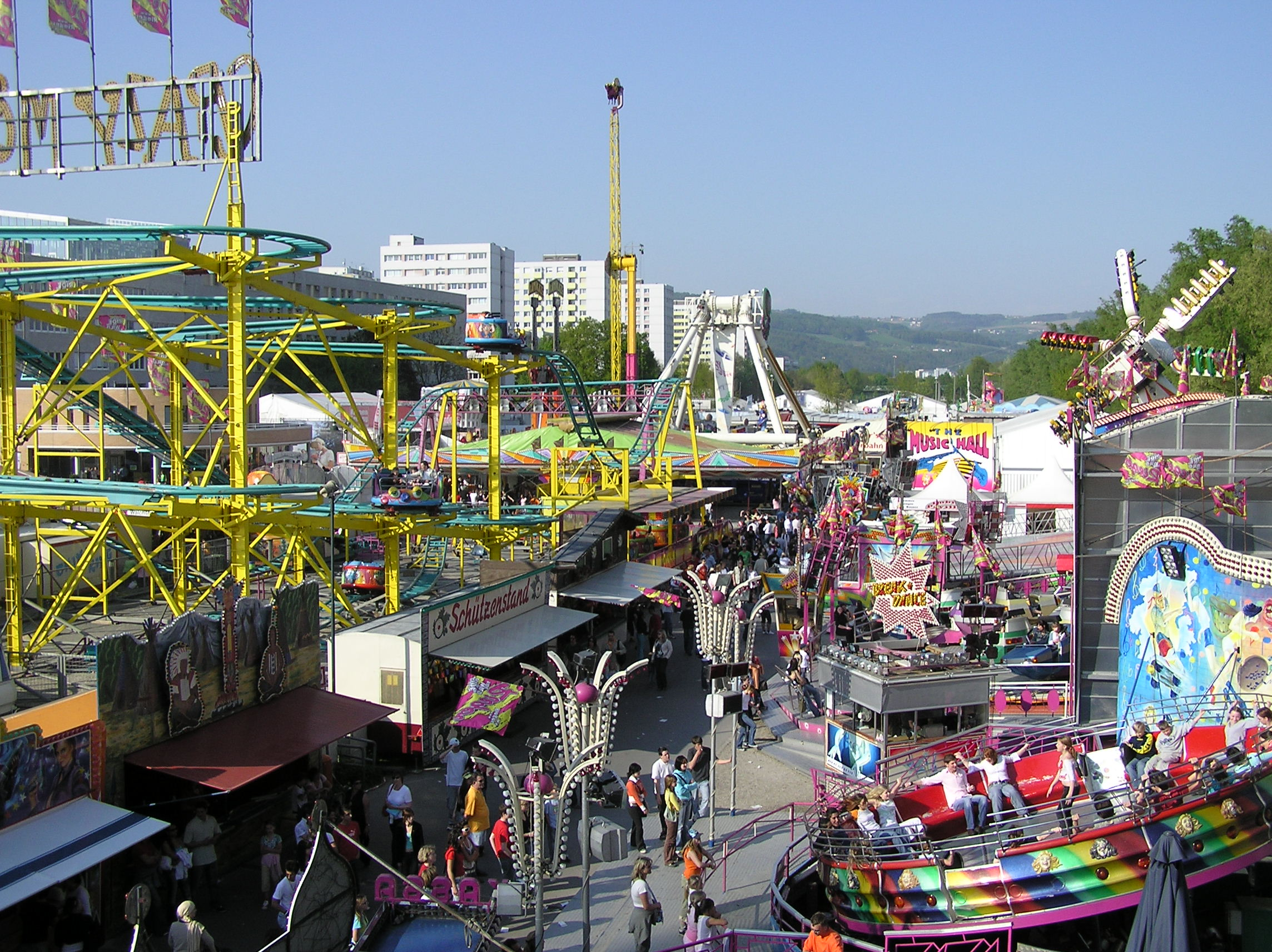
Der Urfahraner Markt im Mai 2006

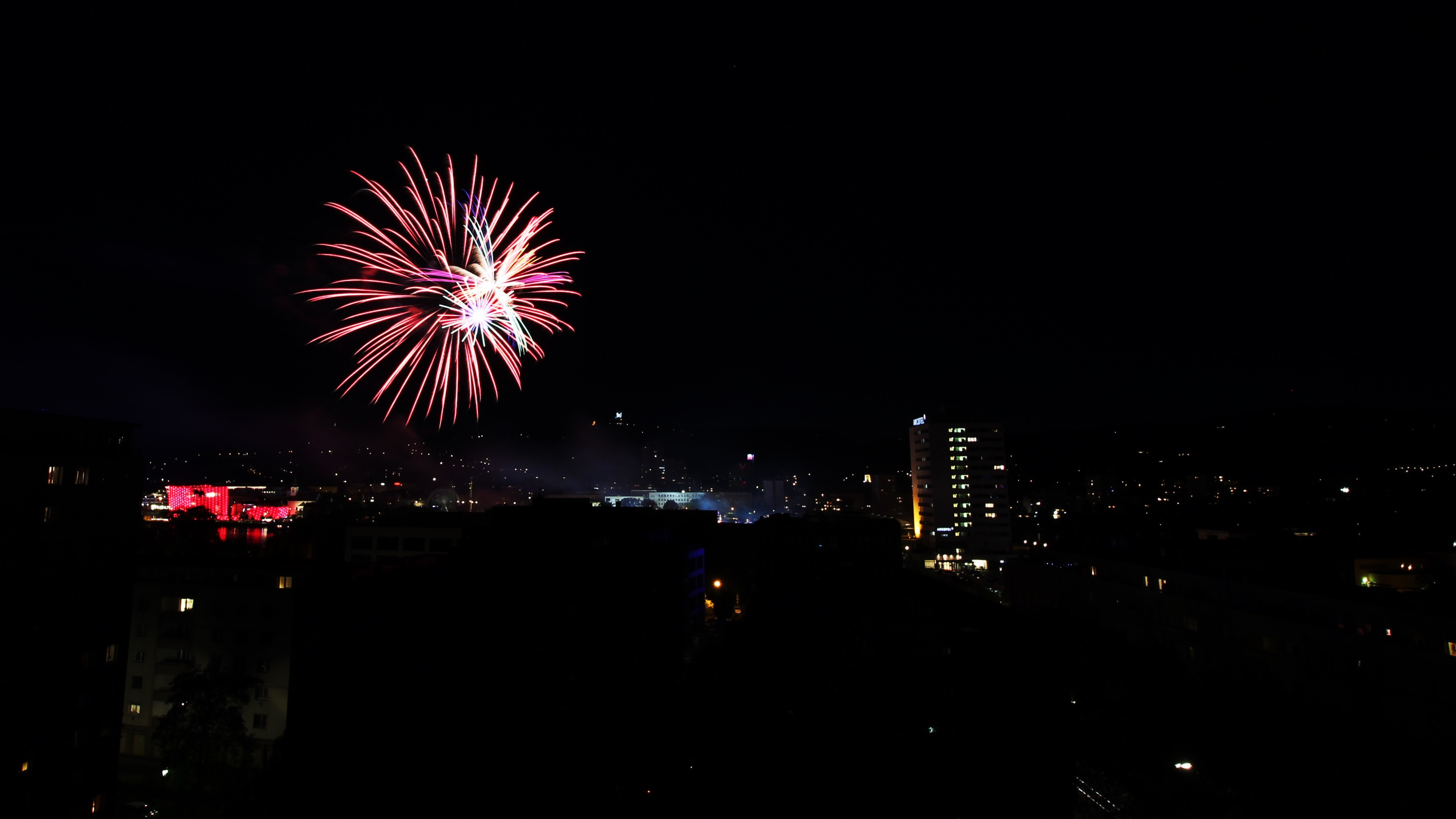
Feuerwerk am 7. Mai 2015

Der Urfahraner Markt ist ein halbjährlicher Jahrmarkt im Stadtteil Urfahr der oberösterreichischen Landeshauptstadt Linz. Laut der Linzer Marktordnung findet der Urfahraner Jahrmarkt im Regelfall neun Tage im Frühjahr ab letztem Samstag im April und im Herbst ab letztem Samstag im September statt.

## Örtlichkeit
Im 19. Jahrhundert fand der Urfahraner Markt am Linzer Steinmetzplatzl statt (Urfahraner (= linkes) Donauufer auf Höhe des heutigen Römerbergtunnels), später am Standort des heutigen Bernaschekplatzes. Seit 1902 wird der Jahrmarkt auf der Urfahrer Donaulände veranstaltet.

## Geschichte

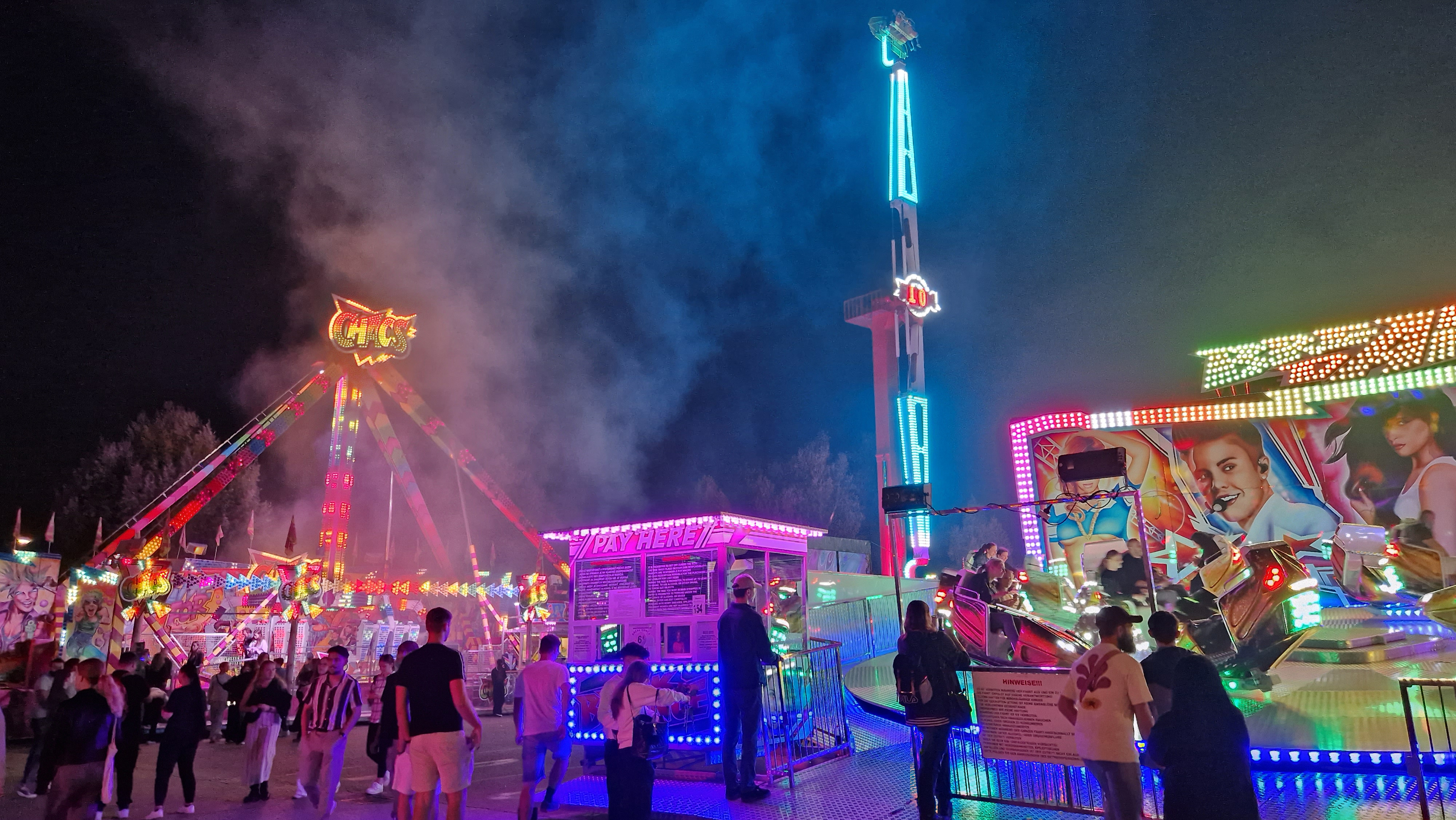
Herbstmarkt 2023

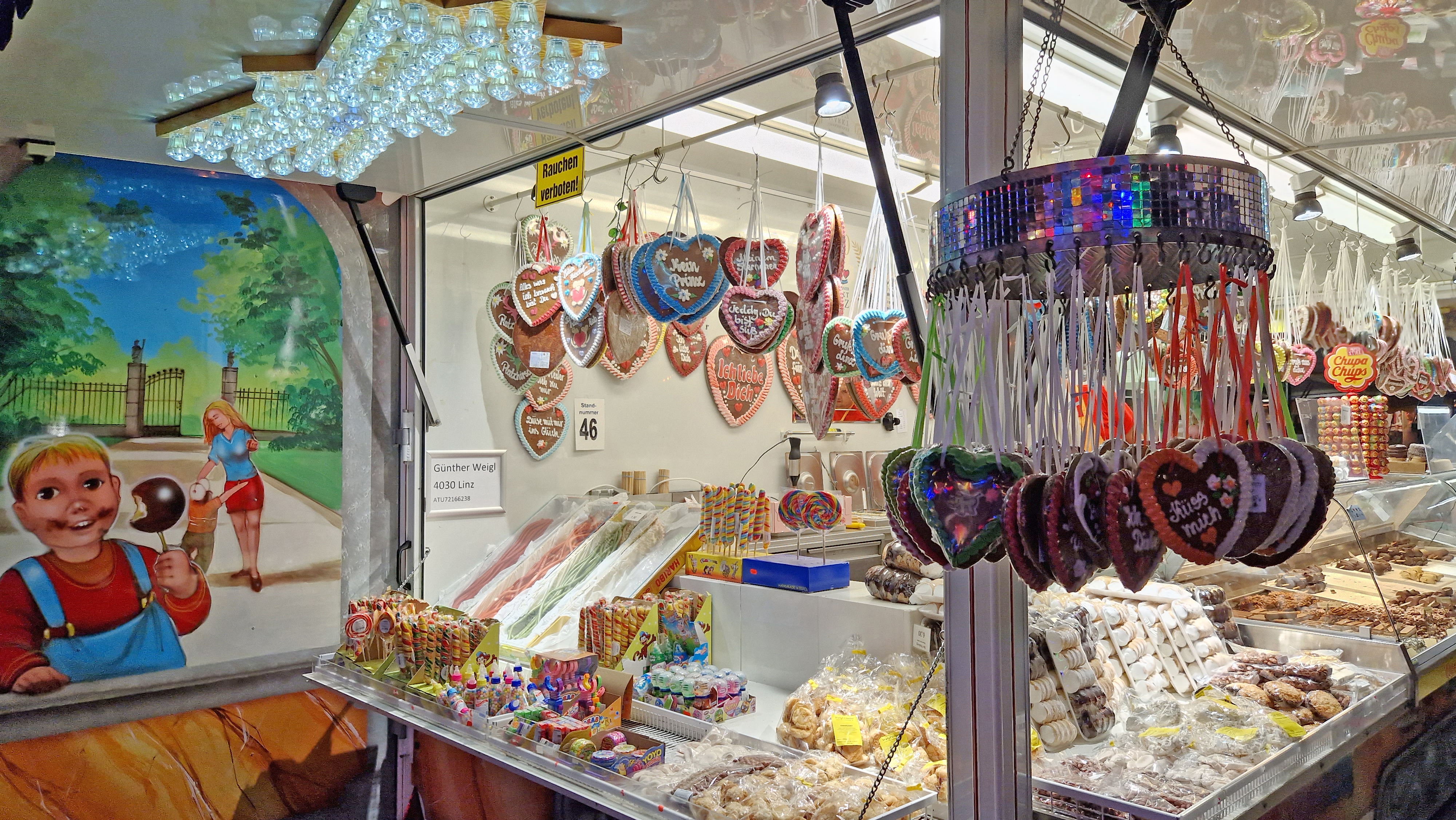
Süßwarenstand

Frühjahr- und Herbstmarkt bestehen seit 1817, als Kaiser Franz I. das Abhalten zweier Märkte pro Jahr genehmigte:

„Im Jahr 1817, am 20. März, erteilte Franz der Erste, von Gottes Gnaden Kaiser von Österreich … der unterthänigsten Ortsgemeinde Ufer Linz das Recht, das Jahr hindurch zwey Mal Jahrmärkte, jeder zwey Tage dauernd, abzuhalten berechtiget seyn sollen.“

Ursprünglich war der Markt ausschließlich für den Handel mit Waren aller Art bestimmt, vor allem Gebrauchsgüter und landwirtschaftliche Geräte. Ende des 19. Jahrhunderts wurden auch Belustigungen wie Schießbuden oder auch Schiffsschaukeln hinzugefügt.
Urfahr wurde 1919 in Linz eingemeindet – zum Zeitpunkt der Eingemeindung stand der Markt vorerst vor dem Aus, jedoch wurde nach Protesten eine Marktstudienkommission gegründet, welche zwei Jahre später die Wiedereinführung dieses Marktes beschloss. Die Stadt musste sich verpflichten, den Markt „für alle Zeiten aufrecht zu erhalten und zu fördern“ – was auch bislang geschehen ist.
Während der Zwischenkriegszeit gab es eigene Schauhallen mit Zauberkünstlern und Wahrsagern, wohingegen es in der Zeit des Zweiten Weltkrieges und in der Zeit danach bis zum Abzug der Besatzungsmächte wegen der problematischen Passkontrollen zwischen Linz und Urfahr still um den Markt wurde. Seither entwickelte sich der Jahrmarkt zu einer weit über die Grenzen des Bundeslandes hinaus bekannten Veranstaltung.
In den Jahren 2020 und 2021 fand der Urfahraner Markt aufgrund der COVID-19-Pandemie nicht statt.
Der bisherige Besucherrekord liegt bei insgesamt 650.000 im Frühjahr 2000.

## Beschreibung
Eine Mischung von Vergnügungseinrichtungen (wie etwa Autodrom oder Riesenrad), Süßwaren- und sonstigen Verkaufsständen, sowie mehreren Festzelten geben dem Urfahraner Markt ein unverwechselbares Flair. In den Zelten treten verschiedenste Musikgruppen auf (früher auch die legendären Linzer Buam), und es finden politische Veranstaltungen statt, wie etwa die Eröffnungsfeierlichkeiten der Linzer Stadtpolitiker oder die traditionelle FPÖ-Kundgebung am 1. Mai. In sechs Messehallen und im weitläufigen Freigelände präsentiert sich die heimische Wirtschaft, wobei den größten Raum die Möbelausstellung beansprucht. Neben drei Festzelten mit ihrem abwechselnden Musikprogramm und Gaumenfreuden bieten auch viele Imbissstände diverse Leckerbissen. Das traditionelle Großfeuerwerk zieht auch viele Anrainer auf die Urfahrer Donaulände.

## Trivia
Der Markt wird umgangssprachlich auch „Urfahr-Markt“ oder – Stand 2009 – jugendsprachlich „Urfix“ genannt.